# Educazione civica
L'educazione civica è lo studio della cittadinanza, ossia delle regole e dei modi di vivere all'interno di una società, con particolare attenzione al ruolo dei cittadini, alla gestione ed alle forme di governo dello Stato.

Una lezione scolastica durante il revanscismo francese di fine Ottocento, basata su modelli di disciplina militare (dipinto di Albert Bettannier, Le tache noire, 1887).

## Storia
Questa materia si propone di aumentare il senso civico, ossia la consapevolezza dei diritti e dei doveri del cittadino.
Gli psicologi tendono a concordare sul fatto che il miglioramento di tale consapevolezza tramite l'educazione sia il metodo più adeguato per accrescere il senso di responsabilità e di appartenenza delle persone nei confronti della società. 
Se un eccessivo lassismo viene ritenuto deleterio, anche le punizioni, se smisurate, possono traumatizzare le persone e quindi risultare controproducenti.
All'interno di determinate istituzioni politiche o di tradizioni etiche, l'educazione civica consisteva storicamente nell'educazione dei cittadini. La storia dell'educazione civica risale alle prime teorie formulate in proposito da Platone nell'antica Grecia e da Confucio in Cina. Costoro, in generale, hanno contribuito l'uno in Occidente, l'altro in Oriente, a elaborare i concetti di diritto e di giustizia da attuare nella vita pubblica.
L'aspetto morale e sapienziale era un elemento imprescindibile ad esempio nella paideia greca, in cui si riteneva fondamentale non solo l'insegnamento, ma la testimonianza viva dei maestri.

## Nel mondo

### In Italia
In Italia, fu Aldo Moro il primo a introdurre nel 1958 () l'insegnamento dell'Cittadinanza italiana|educazione civica nelle scuole medie e superiori: due ore al mese obbligatorie, affidate al professore di storia, senza valutazione.
La materia fu rimossa dai “programmi” scolastici, quale disciplina a sé stante, nel 1990.
La Legge 20 agosto 2019, n. 92, recante "Introduzione dell'insegnamento scolastico dell'educazione civica" () introduce la disciplina in tutti gli ordini di scuola a partire dall'anno scolastico successivo alla data di entrata in vigore della Legge. Visto che tale data era il 5 settembre 2019, l'insegnamento è divenuto obbligatorio a partire dall'anno scolastico 2020-2021. La legge è stata promossa dal deputato Massimiliano Capitanio ()
Con  il decreto 35 del 22 giugno 2020 , recante "Linee guida per l’insegnamento dell’educazione civica, ai sensi dell’articolo 3 della legge 20 agosto 2019, n. 92" sono pubblicate nei tre seguenti allegati:
- Allegato A: Linee guida per l’insegnamento dell’educazione civica;
- Allegato B: Integrazione al Profilo delle competenze al termine del primo ciclo, di cui alle Indicazioni nazionali per il curricolo della scuola dell’infanzia e del primo ciclo di istruzione vigenti;
- Allegato C: Integrazione al Profilo educativo, culturale e professionale di cui all’Allegato A al decreto legislativo n. 226/2005.